# Autoba pannosa
Autoba pannosa är en fjärilsart som beskrevs av Alfred Ernest Wileman 1911. Autoba pannosa ingår i släktet Autoba och familjen nattflyn. Inga underarter finns listade i Catalogue of Life.